# Монако на Европском првенству у атлетици на отвореном 2012.
Монако је учествовао на Европском првенству 2012. одржаном у Хелсинкију, Финска, од 27. јуна до 1. јула са једним спортистом који се такмичио у трци на 800 метара. Такмичар је напустио трку одмах после старта.
То је било четврто учешће Монака на европском првенству у атлетици на отвореном

## Учесници
| Дисциплина | Мушкарци | Жене |
| ---------- | -------- | ---- |
| 800 м      | Брис Ете |      |

### Мушкарци
| Атлетичар | Дисциплина | Лични рекорд | Квалификације     | Квалификације     | Полуфинале       | Полуфинале       | Финале           | Финале           | Детаљи |
| Атлетичар | Дисциплина | Лични рекорд | Резултат          | Место             | Резултат         | Место            | Резултат         | Место            | Детаљи |
| --------- | ---------- | ------------ | ----------------- | ----------------- | ---------------- | ---------------- | ---------------- | ---------------- | ------ |
| Брис Ете  | 800 м      | 1:47,03      | Није завршио трку | Није завршио трку | Није се пласирао | Није се пласирао | Није се пласирао | Није се пласирао | [ 1 ]  |